# Barry (Illinois)
Barry je grad u američkoj saveznoj državi Ilinois. Prema popisu stanovništva iz 2010. u njemu je živjelo 1.318 stanovnika.